# Église du Saint-Esprit de Kupinovo
Pour les articles homonymes, voir Église du Saint-Esprit.
L'église du Saint-Esprit de Kupinovo (en serbe cyrillique : Српска православна црква Светог Духа у Купинову ; en serbe latin : Srpska pravoslavna crkva Svetog Duha u Kupinovu) est une église orthodoxe serbe située à Kupinovo, dans la province de Voïvodine, dans le district de Syrmie et dans la municipalité de Pećinci en Serbie. Elle est inscrite sur la liste des monuments culturels de grande importance de la république de Serbie (identifiant no SK 1265).
L'église a été construite en 1814 par les prêtres Georgi Krstonošić et Dionisij Radovanović, avec l'aide des villageois de Kupinovo. Dans le contexte de la Seconde Guerre mondiale,   l'église est pillée, incendiée et minée par les Oustachis croates et les Nazis le 11 juin 1944. Elle n'est pas restaurée après la guerre et il n'en subsiste le clocher et la partie occidentale de la nef. En 2018, plus de soixante-dix ans après sa démolition, la restauration commence. Son inauguration a lieu le 7 août 2022 et fait l'objet d'une grande fête. Tout le village se rassemble pour danser le kolo et partager un repas généreusement offert par la municipalité. Une liturgie épiscopale est consacrée en présence de l'Évêque de Syrmie, Monseigneur Vassili. Sa reconstruction a coûté 3.5 millions de dinars à l'état serbe et 4 millions à la municipalité de Pećinci.

## Présentation

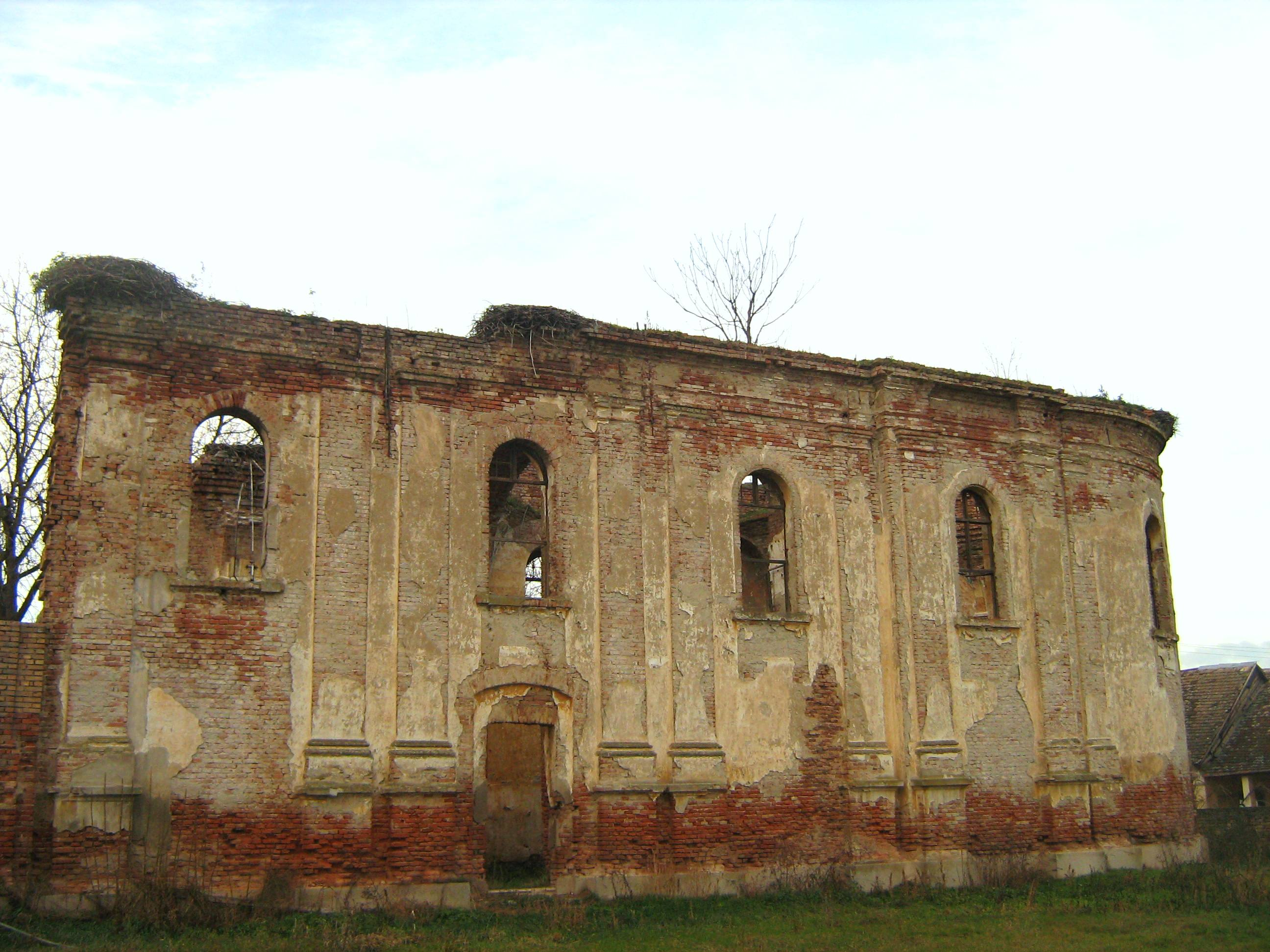
Vue extérieure des ruines.

L'église a été construite en 1814 selon un projet des maîtres d'œuvre Mihailo Saidler, Andreas Hintermayer et Johann Mayer ; elle a été modifiée en 1835 par le maître Stefan Lang, de Novi Sad.
L'église a été conçue comme un bâtiment doté d'une nef unique prolongée par une abside demi-circulaire ; la partie occidentale était dominée par un haut clocher. Les façades sont décorées de cordons profilés et de pilastres surmontés de chapiteaux faiblement profilés. L'iconostase de l'église avait été sculptée en 1844 par Georgije Dević.

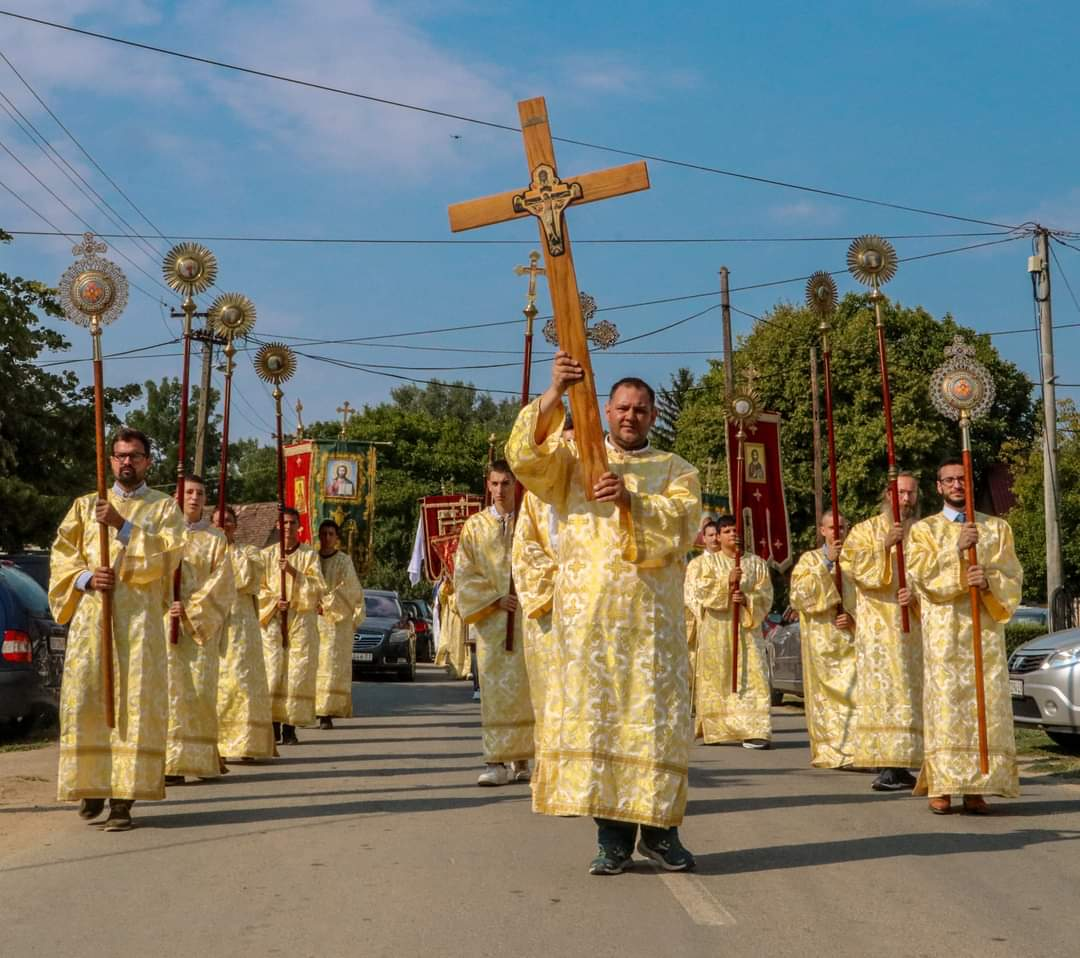
Le 7 août 2022, un cortège religieux est parti de l'église Saint Lucas, empruntant la rue Branka Madžarevića pour aboutir à l'Église du Saint-Esprit.